# Брюхово (Білорусь)
Брюхово (біл. Брухава) — село в складі Оршанського району розташованого у Вітебській області Білорусі. Село входить до складу Орєховської сільської ради.
Село Брюхово розташоване на півночі Білорусі, у південно-східній частині Вітебської області.